# Alchemilla altaica
Alchemilla altaica é uma espécie de rosácea do gênero Alchemilla, pertencente à família Rosaceae.